# Дыбуньки
Дыбу́ньки (бел. Дыбу́нькі) — деревня в Сморгонском районе Гродненской области Белоруссии. Входит в состав Вишневского сельсовета.
Расположена у восточной границы района. Расстояние до районного центра Сморгонь по автодороге — чуть более 21 км, до центра сельсовета агрогородка Вишнево  по прямой — около 15 км. Ближайшие населённые пункты — Локачи, Погорельщина, Щани. Площадь занимаемой территории составляет 0,0510 км², протяжённость границ 1410 м.

## История
Деревня отмечена на карте Шуберта (середина XIX века) под названием Дубники в составе Войстомской волости Свенцянского уезда Виленской губернии. В 1865 году Дыбуньки насчитывали 29 ревизских душ, входили в состав имения Войстом.
После Советско-польской войны, завершившейся Рижским договором, в 1921 году Западная Белоруссия отошла к Польской Республике и деревня была включена в состав новообразованной сельской гмины Войстом Свенцянского повета Виленского воеводства. 1 января 1926 года гмина Войстом была переведена в состав Вилейского повета.
В 1938 году Дыбуньки насчитывали 17 дымов (дворов) и 88 душ.
В 1939 году, согласно секретному протоколу, заключённому между СССР и Германией, Западная Белоруссия оказалась в сфере интересов советского государства и её территорию заняли войска Красной армии. Деревня вошла в состав новообразованного Сморгонского района Вилейской области БССР. После реорганизации административного-территориального деления БССР деревня была включена в состав новой Молодечненской области в 1944 году. В 1960 году, ввиду новой организации административно-территориального деления и упразднения Молодечненской области, Дыбуньки вошли в состав Гродненской области.

## Население
Согласно переписи население деревни в 1999 году насчитывало 24 жителя.

## Транспорт
Через деревню проходит автодорога местного значения Н7925 Войстом — Дыбуньки — Погорельщина.